# Многодневная гонка — Замосць
Многодневная гонка — Замосць (пол. Wyscig Etapowy-Zamosc) — шоссейная многодневная велогонка, прошедшая по территории Польши в 2008 году.

## История
Гонка прошла единственный раз в середине апреля 2008 года в рамках Женского мирового шоссейного календаря UCI.
Маршрут гонки проходил в Люблинском воеводстве и состоял из трёх этапов — двух групповых и одного в формате индивидуальной гонки которые проходили через города Щебжешин, Звежинец, Калиновице, Бяловоля, Нелиш, Щебжешин и Замосць. Общая протяжённость дистанции составила чуть больше 250 км.
Победительницей стала полька Мая Влощовская.

## Призёры
| Год  | Победитель     | Второй                | Третий           |
| ---- | -------------- | --------------------- | ---------------- |
| 2008 | Мая Влощовская | Александра Бурченкова | Наталья Боярская |